# Маркт-Вальд
Маркт-Вальд (нем. Markt Wald) — община в Германии, в земле Бавария. 
Подчиняется административному округу Швабия. Входит в состав района Нижний Алльгой.  Население составляет 2 366  человек (на 31 декабря 2016 года). Занимает площадь 30,82 км².